# Brexit senza accordo

Regno Unito di Gran Bretagna e Irlanda del Nord (arancione) e Unione europea (blu scuro)

Una Brexit senza un accordo era il potenziale recesso del Regno Unito dall'Unione europea senza un accordo di recesso. Ai sensi dell'articolo 50 del trattato UE, i trattati dell'Unione europea cesserebbero di applicarsi una volta ratificato un accordo di recesso o dopo due anni da quando uno Stato membro ha manifestato la propria disponibilità a recedere. Il periodo di due anni sarebbe potuto essere prorogato con l'accordo unanime di tutti gli Stati membri, compreso lo Stato membro che desidera recedere.
Il Regno Unito e l'UE hanno negoziato un simile accordo di recesso, ma la Camera dei comuni britannica ha votato contro la ratifica in tre occasioni. L'accordo proposto conteneva disposizioni sui diritti dei cittadini, accordi sulle frontiere, debiti monetari e risoluzione delle controversie.
Senza un tale accordo in vigore alla fine del periodo specificato nell'articolo 50 del trattato sull'Unione europea, il diritto dell'UE e altri accordi avrebbero cessato di applicarsi alle interazioni stabilite tra il Regno Unito e il resto dell'UE. Inoltre, le interazioni del Regno Unito con i paesi non UE che sono state disciplinate da accordi dell'UE con tali paesi avrebbero dovuto essere rinegoziate.
Si prevede che i viaggi transfrontalieri di lunga durata (90 giorni) per turismo continueranno come prima, sebbene vi siano alcuni svantaggi nei programmi di trasporto aereo. Sebbene le transazioni di merci (ma non di servizi) avrebbero potuto continuare a operare in conformità con le norme nazionali più favorevoli dell'Organizzazione mondiale del commercio (OMC), si prevedeva una certa interruzione significativa dei flussi commerciali stabiliti, il Regno Unito e l'UE hanno preparato accordi (a breve termine) per i rischi più gravi che si prevede possano sorgere. L'Operazione Yellowhammer era il nome in codice usato dall'HM Treasury nel Regno Unito per pianificare interventi civili intergovernativi per la possibilità di una Brexit senza un accordo.
Un accordo di recesso rinegoziato è stato ratificato nel gennaio 2020 e la Brexit è proseguita il 31 di quel mese.
A febbraio 2020, una "Brexit senza accordo" rimane una possibilità, per vari motivi: il periodo di transizione dovrebbe concludersi il 31 dicembre 2020 con un nuovo accordo di libero scambio. Questa scadenza è stata fissata dal governo del Regno Unito, ma l'UE ritiene che non sia realistica.
Il 24 dicembre 2020 è stata raggiunta un'intesa sull'Accordo di commercio e cooperazione tra Unione europea e Regno Unito, che è stato firmato il successivo 30 dicembre, in tempo perché entri in vigore la sua applicazione provvisoria il 1º gennaio 2021, scongiurando così l'eventualità di una Brexit senza accordo.